# Lindsey Jacobellis
Lindsey Jacobellis (Danbury, 19 de agosto de 1985) es una deportista estadounidense que compite en snowboard, especialista en la prueba de campo a través.
Participó en cinco Juegos Olímpicos de Invierno, en el campo a través, obteniendo en total tres medallas, plata en Turín 2006 y dos de oro en Pekín 2022, el quinto lugar en Vancouver 2010, el séptimo en Sochi 2014 y el cuarto en Pyeongchang 2018.
Ganó ocho medallas en el Campeonato Mundial de Snowboard entre los años 2005 y 2023. Adicionalmente, consiguió doce medallas en los X Games de Invierno.

## Medallero internacional
| Juegos Olímpicos   | Juegos Olímpicos           | Juegos Olímpicos  | Juegos Olímpicos                |
| Año                | Lugar                      | Medalla           | Prueba                          |
| ------------------ | -------------------------- | ----------------- | ------------------------------- |
| 2006               | Turín (Italia)             | Medalla de plata  | Campo a través                  |
| 2022               | Pekín (China)              | Medalla de oro    | Campo a través                  |
| 2022               | Pekín (China)              | Medalla de oro    | Campo a través por equipo mixto |
| Campeonato Mundial |                            |                   |                                 |
| Año                | Lugar                      | Medalla           | Prueba                          |
| 2005               | Whistler (Canadá)          | Medalla de oro    | Campo a través                  |
| 2007               | Arosa (Suiza)              | Medalla de oro    | Campo a través                  |
| 2011               | La Molina (España)         | Medalla de oro    | Campo a través                  |
| 2015               | Kreischberg (Austria)      | Medalla de oro    | Campo a través                  |
| 2017               | Sierra Nevada (España)     | Medalla de oro    | Campo a través                  |
| 2017               | Sierra Nevada (España)     | Medalla de bronce | Campo a través por equipos      |
| 2019               | Park City (Estados Unidos) | Medalla de oro    | Campo a través por equipo mixto |
| 2023               | Bakuriani (Georgia)        | Medalla de bronce | Campo a través                  |

| X Games de Invierno | X Games de Invierno    | X Games de Invierno | X Games de Invierno |
| Año                 | Lugar                  | Medalla             | Prueba              |
| ------------------- | ---------------------- | ------------------- | ------------------- |
| 2003                | Aspen (Estados Unidos) | Medalla de oro      | Campo a través      |
| 2003                | Aspen (Estados Unidos) | Medalla de bronce   | Slopestyle          |
| 2004                | Aspen (Estados Unidos) | Medalla de oro      | Campo a través      |
| 2005                | Aspen (Estados Unidos) | Medalla de oro      | Campo a través      |
| 2007                | Aspen (Estados Unidos) | Medalla de plata    | Campo a través      |
| 2008                | Aspen (Estados Unidos) | Medalla de oro      | Campo a través      |
| 2009                | Aspen (Estados Unidos) | Medalla de oro      | Campo a través      |
| 2010                | Aspen (Estados Unidos) | Medalla de oro      | Campo a través      |
| 2011                | Aspen (Estados Unidos) | Medalla de oro      | Campo a través      |
| 2014                | Aspen (Estados Unidos) | Medalla de oro      | Campo a través      |
| 2015                | Aspen (Estados Unidos) | Medalla de oro      | Campo a través      |
| 2016                | Aspen (Estados Unidos) | Medalla de oro      | Campo a través      |